# Circonscription de Matebia/Qura
La circonscription de Matebia/Qura est une des 135 circonscriptions législatives de l'État fédéré Amhara, elle se situe dans la Zone Nord Gonder. Son représentant actuel est Seyoum Feleke Mussie.